# Liste der Nummer-eins-Hits in Spanien (2008)
Dies ist eine Liste der Nummer-eins-Hits in Spanien im Jahr 2008. Sie basiert auf den offiziellen Chartlisten der Productores de Música de España (Promusicae), der spanischen Landesgruppe der IFPI. Aufgeführt sind die Spitzenreiter der Top 20 Singles y Maxisingles und der Top 100 Álbumes. Es gab in diesem Jahr 16 Nummer-eins-Singles bzw. -Maxisingles und 24 Nummer-eins-Alben.

## Singles
| ← 2007 ← | Liste der Nummer-eins-Hits in Spanien | Liste der Nummer-eins-Hits in Spanien       | Liste der Nummer-eins-Hits in Spanien | 2009 →                    |
| \| Zeitraum \| Wo. ges. \| Interpret \| Titel Autor(en) \| Zusätzliche Informationen \| \| (Zeitraum, Wochen auf Platz eins, Interpret, Titel, Autor[en], zusätzliche Informationen) \| \| \| \| \| \| ----------------------------------------------------------------------------------------- \| -------- \| ------------------------------------------- \| ------------------------------------------------------------------------------------------------------------------------------------------------- \| ------------------------- \| \| 30. Dezember 2007 – 5. Januar 2008 1 Woche \| 1 \| El Arrebato \| Himno oficial del centenario del Sevilla F. C. Francisco Javier Labandón Pérez \| – \| \| 6. Januar 2008 – 9. Februar 2008 5 Wochen \| 5 \| Dogma Crew \| Nacen de la bruma Musik: Jesús Brotons González; Text: Isaac Aroca Gómez, José Antonio Carretón Marquez, Pablo Naranjo Gómez, Sergio Ponce Romero \| – \| \| 10. Februar 2008 – 22. März 2008 6 Wochen \| 6 \| Cast of High School Musical \| Be Mine (EP)[1] Matthew R. T. Gerrard, Robert S. Nevil / Adam Matthew Watts, Andrew Creighton Dodd / Jamie Houston \| – \| \| 23. März 2008 – 3. Mai 2008 6 Wochen \| 6 \| Mónica Naranjo \| Europa Jorge Garrido Merinas, Mónica Naranjo Carrasco, Cristobal Sansano Twerdy, Ivan Torrent Llavero, José Manuel Navarro Sempere \| – \| \| 4. Mai 2008 – 10. Mai 2008 1 Woche \| 1 \| La Habitación Roja \| Esta no será otra canción de amor Marcos Greenwood Sala, José Ricardo Marco Badía, Jorge Martí Aguas, Pablo Roca Avila \| – \| \| 11. Mai 2008 – 17. Mai 2008 1 Woche (insgesamt 2) \| 2 \| Madonna feat. Justin Timberlake & Timbaland \| 4 Minutes Floyd Nathaniel Hills, Madonna Louise Ciccone, Timothy Zachery Mosley, Justin Randall Timberlake \| – \| \| 18. Mai 2008 – 14. Juni 2008 4 Wochen \| 4 \| The Cure \| The Only One Jason Toop Cooper, Simon Johnathon Gallup, Robert James Smith, Paul Stephen Thompson \| – \| \| 15. Juni 2008 – 21. Juni 2008 1 Woche (insgesamt 2) \| 2 \| Madonna feat. Justin Timberlake & Timbaland \| 4 Minutes Floyd Nathaniel Hills, Madonna Louise Ciccone, Timothy Zachery Mosley, Justin Randall Timberlake \| – \| \| 22. Juni 2008 – 19. Juli 2008 4 Wochen \| 4 \| The Cure \| Freakshow Jason Toop Cooper, Simon Johnathon Gallup, Robert James Smith, Paul Stephen Thompson \| – \| \| 20. Juli 2008 – 26. Juli 2008 1 Woche \| 1 \| The Cure \| Sleep When I’m Dead Jason Toop Cooper, Simon Johnathon Gallup, Robert James Smith, Paul Stephen Thompson \| – \| \| 27. Juli 2008 – 23. August 2008 4 Wochen \| 4 \| Mónica Naranjo \| Amor y lujo Jorge Garrido Merinas, Mónica Naranjo Carrasco, Cristobal Sansano Twerdy, Ivan Torrent Llavero, José Manuel Navarro Sempere \| – \| \| 24. August 2008 – 20. September 2008 4 Wochen \| 4 \| Madonna \| Give It 2 Me Madonna Louise Ciccone, Pharrell Lanscilo Williams \| – \| \| 21. September 2008 – 4. Oktober 2008 2 Wochen \| 2 \| The Cure \| Hypnagogic States EP Jason Toop Cooper, Simon Johnathon Gallup, Robert James Smith, Paul Stephen Thompson \| – \| \| 5. Oktober 2008 – 25. Oktober 2008 3 Wochen \| 3 \| Cast of High School Musical \| Be Mine [Holiday Pack] Matthew R. T. Gerrard, Robert S. Nevil / Adam Matthew Watts, Andrew Creighton Dodd / Jamie Houston \| – \| \| 26. Oktober 2008 – 13. Dezember 2008 7 Wochen \| 7 \| Cooper \| Lemon Pop (EP) Alejandro Díez Garín / Andy Bopp \| – \| \| 14. Dezember 2008 – 27. Dezember 2008 2 Wochen \| 2 \| Madonna \| Miles Away Floyd Nathaniel Hills, Madonna Louise Ciccone, Timothy Zachery Mosley, Justin Randall Timberlake \| – \| \| 28. Dezember 2008 – 3. Januar 2009 1 Woche \| 1 \| Anastacia \| Pieces of a Dream Anastacia Lyn Newkirk, Basil Glen Ballard Jr., David Curtis Hodges \| – \| |                                       |                                             | |                           |
| ← 2007 |                                       |                                             | | → 2009 →                  |
| Zeitraum | Wo. ges.                              | Interpret                                   | Titel Autor(en) | Zusätzliche Informationen |
| (Zeitraum, Wochen auf Platz eins, Interpret, Titel, Autor[en], zusätzliche Informationen) |                                       |                                             | |                           |
| 30. Dezember 2007 – 5. Januar 2008 1 Woche | 1                                     | El Arrebato                                 | Himno oficial del centenario del Sevilla F. C. Francisco Javier Labandón Pérez                                                                    | –                         |
| 6. Januar 2008 – 9. Februar 2008 5 Wochen | 5                                     | Dogma Crew                                  | Nacen de la bruma Musik: Jesús Brotons González; Text: Isaac Aroca Gómez, José Antonio Carretón Marquez, Pablo Naranjo Gómez, Sergio Ponce Romero | –                         |
| 10. Februar 2008 – 22. März 2008 6 Wochen | 6                                     | Cast of High School Musical                 | Be Mine (EP) Matthew R. T. Gerrard, Robert S. Nevil / Adam Matthew Watts, Andrew Creighton Dodd / Jamie Houston                                   | –                         |
| 23. März 2008 – 3. Mai 2008 6 Wochen | 6                                     | Mónica Naranjo                              | Europa Jorge Garrido Merinas, Mónica Naranjo Carrasco, Cristobal Sansano Twerdy, Ivan Torrent Llavero, José Manuel Navarro Sempere                | –                         |
| 4. Mai 2008 – 10. Mai 2008 1 Woche | 1                                     | La Habitación Roja                          | Esta no será otra canción de amor Marcos Greenwood Sala, José Ricardo Marco Badía, Jorge Martí Aguas, Pablo Roca Avila                            | –                         |
| 11. Mai 2008 – 17. Mai 2008 1 Woche (insgesamt 2) | 2                                     | Madonna feat. Justin Timberlake & Timbaland | 4 Minutes Floyd Nathaniel Hills, Madonna Louise Ciccone, Timothy Zachery Mosley, Justin Randall Timberlake                                        | –                         |
| 18. Mai 2008 – 14. Juni 2008 4 Wochen | 4                                     | The Cure                                    | The Only One Jason Toop Cooper, Simon Johnathon Gallup, Robert James Smith, Paul Stephen Thompson                                                 | –                         |
| 15. Juni 2008 – 21. Juni 2008 1 Woche (insgesamt 2) | 2                                     | Madonna feat. Justin Timberlake & Timbaland | 4 Minutes Floyd Nathaniel Hills, Madonna Louise Ciccone, Timothy Zachery Mosley, Justin Randall Timberlake                                        | –                         |
| 22. Juni 2008 – 19. Juli 2008 4 Wochen | 4                                     | The Cure                                    | Freakshow Jason Toop Cooper, Simon Johnathon Gallup, Robert James Smith, Paul Stephen Thompson                                                    | –                         |
| 20. Juli 2008 – 26. Juli 2008 1 Woche | 1                                     | The Cure                                    | Sleep When I’m Dead Jason Toop Cooper, Simon Johnathon Gallup, Robert James Smith, Paul Stephen Thompson                                          | –                         |
| 27. Juli 2008 – 23. August 2008 4 Wochen | 4                                     | Mónica Naranjo                              | Amor y lujo Jorge Garrido Merinas, Mónica Naranjo Carrasco, Cristobal Sansano Twerdy, Ivan Torrent Llavero, José Manuel Navarro Sempere           | –                         |
| 24. August 2008 – 20. September 2008 4 Wochen | 4                                     | Madonna                                     | Give It 2 Me Madonna Louise Ciccone, Pharrell Lanscilo Williams                                                                                   | –                         |
| 21. September 2008 – 4. Oktober 2008 2 Wochen | 2                                     | The Cure                                    | Hypnagogic States EP Jason Toop Cooper, Simon Johnathon Gallup, Robert James Smith, Paul Stephen Thompson                                         | –                         |
| 5. Oktober 2008 – 25. Oktober 2008 3 Wochen | 3                                     | Cast of High School Musical                 | Be Mine [Holiday Pack] Matthew R. T. Gerrard, Robert S. Nevil / Adam Matthew Watts, Andrew Creighton Dodd / Jamie Houston                         | –                         |
| 26. Oktober 2008 – 13. Dezember 2008 7 Wochen | 7                                     | Cooper                                      | Lemon Pop (EP) Alejandro Díez Garín / Andy Bopp                                                                                                   | –                         |
| 14. Dezember 2008 – 27. Dezember 2008 2 Wochen | 2                                     | Madonna                                     | Miles Away Floyd Nathaniel Hills, Madonna Louise Ciccone, Timothy Zachery Mosley, Justin Randall Timberlake                                       | –                         |
| 28. Dezember 2008 – 3. Januar 2009 1 Woche | 1                                     | Anastacia                                   | Pieces of a Dream Anastacia Lyn Newkirk, Basil Glen Ballard Jr., David Curtis Hodges                                                              | –                         |

## Alben
| ← 2007 ← | Liste der Nummer-eins-Hits in Spanien | Liste der Nummer-eins-Hits in Spanien | Liste der Nummer-eins-Hits in Spanien     | 2009 →                    |
| \| Zeitraum \| Wo. ges. \| Interpret \| Titel \| Zusätzliche Informationen \| \| (Zeitraum, Wochen auf Platz eins, Interpret, Titel, zusätzliche Informationen) \| \| \| \| \| \| ------------------------------------------------------------------------------ \| -------- \| ----------------------------------- \| ----------------------------------------- \| ------------------------- \| \| 9. Dezember 2007 – 12. Januar 2008 5 Wochen \| 5 \| Joan Manuel Serrat & Joaquín Sabina \| Dos pájaros de un tiro \| – \| \| 13. Januar 2008 – 9. Februar 2008 4 Wochen (insgesamt 18) \| 18 \| Miguel Bosé \| Papito \| – \| \| 10. Februar 2008 – 23. Februar 2008 2 Wochen \| 2 \| Sergio Dalma \| A buena hora \| – \| \| 24. Februar 2008 – 1. März 2008 1 Woche \| 1 \| Amy Winehouse \| Back to Black \| – \| \| 2. März 2008 – 5. April 2008 5 Wochen \| 5 \| Estopa \| Allenrok \| – \| \| 6. April 2008 – 26. April 2008 3 Wochen \| 3 \| El Canto del Loco \| Personas \| – \| \| 27. April 2008 – 3. Mai 2008 1 Woche (insgesamt 2) \| 2 \| Mónica Naranjo \| Tarántula \| – \| \| 4. Mai 2008 – 10. Mai 2008 1 Woche \| 1 \| Madonna \| Hard Candy \| – \| \| 11. Mai 2008 – 17. Mai 2008 1 Woche \| 1 \| Luis Miguel \| Cómplices \| – \| \| 18. Mai 2008 – 31. Mai 2008 2 Wochen \| 2 \| Manolo García \| Saldremos a la lluvia \| – \| \| 1. Juni 2008 – 21. Juni 2008 3 Wochen (insgesamt 5) \| 5 \| Amaral \| Gato negro, dragón rojo \| – \| \| 22. Juni 2008 – 28. Juni 2008 1 Woche \| 1 \| Coldplay \| Viva la Vida or Death and All His Friends \| – \| \| 29. Juni 2008 – 21. Juli 2008 4 Wochen (insgesamt 5) \| 5 \| Amaral \| Gato negro, dragón rojo \| – \| \| 13. Juli 2008 – 23. August 2008 6 Wochen \| 6 \| Operación Triunfo 2008 \| Agua \| – \| \| 24. August 2008 – 30. August 2008 1 Woche \| 1 \| (Soundtrack) \| Mamma Mia! \| – \| \| 31. August 2008 – 6. September 2008 1 Woche (insgesamt 2) \| 2 \| Mónica Naranjo \| Tarántula \| – \| \| 7. September 2008 – 13. September 2008 1 Woche \| 1 \| La oreja de Van Gogh \| A las cinco en el astoria \| – \| \| 14. September 2008 – 20. September 2008 1 Woche \| 1 \| Extremoduro \| La ley innata \| – \| \| 21. September 2008 – 4. Oktober 2008 2 Wochen \| 2 \| Melendi \| Curiosa la cara de tu padre \| – \| \| 5. Oktober 2008 – 11. Oktober 2008 1 Woche \| 1 \| Andy & Lucas \| Con los pies en la tierra \| – \| \| 12. Oktober 2008 – 25. Oktober 2008 2 Wochen \| 2 \| Bunbury \| Hellville de luxe \| – \| \| 26. Oktober 2008 – 8. November 2008 2 Wochen \| 2 \| AC/DC \| Black Ice \| – \| \| 9. November 2008 – 15. November 2008 1 Woche \| 1 \| (Soundtrack) \| High School Musical 3: Senior Year \| – \| \| 16. November 2008 – 22. November 2008 1 Woche \| 1 \| Il Divo \| The Promise \| – \| \| 23. November 2008 – 6. Dezember 2008 2 Wochen (insgesamt 5) \| 5 \| Amaia Montero \| Amaia Montero \| – \| \| 7. Dezember 2008 – 10. Januar 2009 5 Wochen \| 5 \| Raphael \| 50 años después \| – \| |                                       |                                       |                                           |                           |
| ← 2007 |                                       |                                       |                                           | → 2009 →                  |
| Zeitraum | Wo. ges.                              | Interpret                             | Titel                                     | Zusätzliche Informationen |
| (Zeitraum, Wochen auf Platz eins, Interpret, Titel, zusätzliche Informationen) |                                       |                                       |                                           |                           |
| 9. Dezember 2007 – 12. Januar 2008 5 Wochen | 5                                     | Joan Manuel Serrat & Joaquín Sabina   | Dos pájaros de un tiro                    | –                         |
| 13. Januar 2008 – 9. Februar 2008 4 Wochen (insgesamt 18) | 18                                    | Miguel Bosé                           | Papito                                    | –                         |
| 10. Februar 2008 – 23. Februar 2008 2 Wochen | 2                                     | Sergio Dalma                          | A buena hora                              | –                         |
| 24. Februar 2008 – 1. März 2008 1 Woche | 1                                     | Amy Winehouse                         | Back to Black                             | –                         |
| 2. März 2008 – 5. April 2008 5 Wochen | 5                                     | Estopa                                | Allenrok                                  | –                         |
| 6. April 2008 – 26. April 2008 3 Wochen | 3                                     | El Canto del Loco                     | Personas                                  | –                         |
| 27. April 2008 – 3. Mai 2008 1 Woche (insgesamt 2) | 2                                     | Mónica Naranjo                        | Tarántula                                 | –                         |
| 4. Mai 2008 – 10. Mai 2008 1 Woche | 1                                     | Madonna                               | Hard Candy                                | –                         |
| 11. Mai 2008 – 17. Mai 2008 1 Woche | 1                                     | Luis Miguel                           | Cómplices                                 | –                         |
| 18. Mai 2008 – 31. Mai 2008 2 Wochen | 2                                     | Manolo García                         | Saldremos a la lluvia                     | –                         |
| 1. Juni 2008 – 21. Juni 2008 3 Wochen (insgesamt 5) | 5                                     | Amaral                                | Gato negro, dragón rojo                   | –                         |
| 22. Juni 2008 – 28. Juni 2008 1 Woche | 1                                     | Coldplay                              | Viva la Vida or Death and All His Friends | –                         |
| 29. Juni 2008 – 21. Juli 2008 4 Wochen (insgesamt 5) | 5                                     | Amaral                                | Gato negro, dragón rojo                   | –                         |
| 13. Juli 2008 – 23. August 2008 6 Wochen | 6                                     | Operación Triunfo 2008                | Agua                                      | –                         |
| 24. August 2008 – 30. August 2008 1 Woche | 1                                     | (Soundtrack)                          | Mamma Mia!                                | –                         |
| 31. August 2008 – 6. September 2008 1 Woche (insgesamt 2) | 2                                     | Mónica Naranjo                        | Tarántula                                 | –                         |
| 7. September 2008 – 13. September 2008 1 Woche | 1                                     | La oreja de Van Gogh                  | A las cinco en el astoria                 | –                         |
| 14. September 2008 – 20. September 2008 1 Woche | 1                                     | Extremoduro                           | La ley innata                             | –                         |
| 21. September 2008 – 4. Oktober 2008 2 Wochen | 2                                     | Melendi                               | Curiosa la cara de tu padre               | –                         |
| 5. Oktober 2008 – 11. Oktober 2008 1 Woche | 1                                     | Andy & Lucas                          | Con los pies en la tierra                 | –                         |
| 12. Oktober 2008 – 25. Oktober 2008 2 Wochen | 2                                     | Bunbury                               | Hellville de luxe                         | –                         |
| 26. Oktober 2008 – 8. November 2008 2 Wochen | 2                                     | AC/DC                                 | Black Ice                                 | –                         |
| 9. November 2008 – 15. November 2008 1 Woche | 1                                     | (Soundtrack)                          | High School Musical 3: Senior Year        | –                         |
| 16. November 2008 – 22. November 2008 1 Woche | 1                                     | Il Divo                               | The Promise                               | –                         |
| 23. November 2008 – 6. Dezember 2008 2 Wochen (insgesamt 5) | 5                                     | Amaia Montero                         | Amaia Montero                             | –                         |
| 7. Dezember 2008 – 10. Januar 2009 5 Wochen | 5                                     | Raphael                               | 50 años después                           | –                         |

## Jahreshitparaden
| ← 2007 ← | Liste der Nummer-eins-Hits in Spanien | Liste der Nummer-eins-Hits in Spanien                      | Liste der Nummer-eins-Hits in Spanien | 2009 →   |
| \| Singles \| Position# \| Alben \| \| ------------------------------------------------------------------------------------------------------------------------------------------------------ \| --------- \| ---------------------------------------------------------- \| \| Europa Mónica Naranjo Jorge Garrido Merinas, Mónica Naranjo Carrasco, Cristobal Sansano Twerdy, Ivan Torrent Llavero, José Manuel Navarro Sempere \| 1 \| Personas El Canto del Loco \| \| Be Mine (EP) Cast of High School Musical Matthew R. T. Gerrard, Robert S. Nevil / Adam Matthew Watts, Andrew Creighton Dodd / Jamie Houston \| 2 \| Papito Miguel Bosé \| \| Amor y lujo Mónica Naranjo Jorge Garrido Merinas, Mónica Naranjo Carrasco, Cristobal Sansano Twerdy, Ivan Torrent Llavero, José Manuel Navarro Sempere \| 3 \| Back to Black Amy Winehouse \| \| Give It 2 Me Madonna Madonna Louise Ciccone, Pharrell Lanscilo Williams \| 4 \| Dos pájaros de un tiro Joan Manuel Serrat & Joaquín Sabina \| \| The Only One The Cure Jason Toop Cooper, Simon Johnathon Gallup, Robert James Smith, Paul Stephen Thompson \| 5 \| Saldremos a la lluvia Manolo García \| \| Freakshow The Cure Jason Toop Cooper, Simon Johnathon Gallup, Robert James Smith, Paul Stephen Thompson \| 6 \| Allenrok Estopa \| \| 4 Minutes Madonna feat. Justin Timberlake & Timbaland Floyd Nathaniel Hills, Madonna Louise Ciccone, Timothy Zachery Mosley, Justin Randall Timberlake \| 7 \| Gato negro, dragón rojo Amaral \| \| Sleep When I’m Dead The Cure Jason Toop Cooper, Simon Johnathon Gallup, Robert James Smith, Paul Stephen Thompson \| 8 \| Parte de mí Rosario \| \| Lemon Pop (EP) Cooper Alejandro Díez Garín / Andy Bopp \| 9 \| Amaia Montero \| \| Esta no será otra canción de amor La Habitación Roja Marcos Greenwood Sala, José Ricardo Marco Badía, Jorge Martí Aguas, Pablo Roca Avila \| 10 \| Por la boca vive el pez Fito & Fitipaldis \| |                                       |                                                            |                                       |          |
| ← 2007 |                                       |                                                            |                                       | → 2009 → |
| Singles | Position#                             | Alben                                                      |                                       |          |
| Europa Mónica Naranjo Jorge Garrido Merinas, Mónica Naranjo Carrasco, Cristobal Sansano Twerdy, Ivan Torrent Llavero, José Manuel Navarro Sempere | 1                                     | Personas El Canto del Loco                                 |                                       |          |
| Be Mine (EP) Cast of High School Musical Matthew R. T. Gerrard, Robert S. Nevil / Adam Matthew Watts, Andrew Creighton Dodd / Jamie Houston | 2                                     | Papito Miguel Bosé                                         |                                       |          |
| Amor y lujo Mónica Naranjo Jorge Garrido Merinas, Mónica Naranjo Carrasco, Cristobal Sansano Twerdy, Ivan Torrent Llavero, José Manuel Navarro Sempere | 3                                     | Back to Black Amy Winehouse                                |                                       |          |
| Give It 2 Me Madonna Madonna Louise Ciccone, Pharrell Lanscilo Williams | 4                                     | Dos pájaros de un tiro Joan Manuel Serrat & Joaquín Sabina |                                       |          |
| The Only One The Cure Jason Toop Cooper, Simon Johnathon Gallup, Robert James Smith, Paul Stephen Thompson | 5                                     | Saldremos a la lluvia Manolo García                        |                                       |          |
| Freakshow The Cure Jason Toop Cooper, Simon Johnathon Gallup, Robert James Smith, Paul Stephen Thompson | 6                                     | Allenrok Estopa                                            |                                       |          |
| 4 Minutes Madonna feat. Justin Timberlake & Timbaland Floyd Nathaniel Hills, Madonna Louise Ciccone, Timothy Zachery Mosley, Justin Randall Timberlake | 7                                     | Gato negro, dragón rojo Amaral                             |                                       |          |
| Sleep When I’m Dead The Cure Jason Toop Cooper, Simon Johnathon Gallup, Robert James Smith, Paul Stephen Thompson | 8                                     | Parte de mí Rosario                                        |                                       |          |
| Lemon Pop (EP) Cooper Alejandro Díez Garín / Andy Bopp | 9                                     | Amaia Montero                                              |                                       |          |
| Esta no será otra canción de amor La Habitación Roja Marcos Greenwood Sala, José Ricardo Marco Badía, Jorge Martí Aguas, Pablo Roca Avila | 10                                    | Por la boca vive el pez Fito & Fitipaldis                  |                                       |          |